# Acanthopsyche cabrerai
Acanthopsyche cabrerai is een vlinder uit de familie van de zakjesdragers (Psychidae). De wetenschappelijke naam van de soort is voor het eerst geldig gepubliceerd in 1894 door Rebel.